# Pepper’s Ghost (album Areny)
Pepper's Ghost – szósty studyjny album brytyjskiego zespołu muzycznego Arena, wydany w 2005 roku.

## Lista utworów[1]
Słowa do wszystkich utworów napisał Clive Nolan. Muzykę napisa do wszystkich utworów (z wyjątkiem „Opera Fanatica”): Clive Nolan, Mick Pointer i  John Mitchell. Muzykę do „Opera Fanatica” napisał Clive Nolan.
1. „Bedlam Fayre” – 6:08
2. „Smoke and Mirrors” – 4:42
3. „The Shattered Room” – 9:48
4. „The Eyes of Lara Moon” – 4:30
5. „Tantalus” – 6:51
6. „Purgatory Road” – 7:25
7. „Opera Fanatica” – 13:06

## Twórcy[1]
- Rob Sowden – śpiew
- John Mitchell – gitara, chórek
- Clive Nolan – instrumenty klawiszowe, chórek
- Ian Salmon – gitara basowa, gitara akustyczna
- Mick Pointer – perkusja